# Ли Тхай-то
Ли Тхай-то (вьет. Lý Thái Tổ; кит. упр. 李太祖, пиньинь Lǐ Tàizǔ), запретное имя — Конг Уан (вьет. Công Uẩn; кит. упр. 公蘊, пиньинь Gōngyùn) 8 марта 974—31 марта 1028) — вьетнамский император (с 1009), основатель династии Поздние Ли.

## Происхождение
Ли Тхай-то родился округе Кофап, в Бакзянге (ныне община Диньбанг, уезд Тышон, провинция Бакнинь). Мать происходила из рода Фам, будущий император был незаконнорождённым ребёнком — существовало несколько легенд о его рождении. Согласно официальной версии, его мать, прогуливаясь в окрестностях монастыря Тиеушон, встретилась с духом в человеческом облике, от которого она зачала ребёнка. Одна храмовая версия утверждала, что мать Ли Конг Уана понесла от семени белой обезьяны, по другой следовало, что она проживала в монастыре Тхиентам, престарелый настоятель которого случайно столкнулся с ней в темноте и таким образом девица Фам забеременела. Рождению Ли Тхай То предшествовало знамение: в павильоне монастыря Ынгтхиентам собака родила белого щенка, у которого на спине были пятна чёрной шерсти, узор которых составился в иероглифы «Сын Неба». В три года ребёнок был усыновлён буддистским наставником Ли Кхань Ваном, от которого он получил фамилию Ли.

## Возвышение
В отрочестве он был послан на обучение в монастырь Лукто, где его наставником стал родственник Ли Кхань Вана глава буддийской сангхи Ван Хань, часто выступавший советником основателя династии Ле (980—1009) императора Ле Дай Ханя (Ле Хоан). Вскоре Ли Конг Уан поступил на службу к Ле Чунг Тонгу, одному из четырёх сыновей Ле Дай Ханя. После смерти последнего разразилась борьба за императорский престол, ставший правителем всего на три дня Ле Чунг Тонг был убит своим братом Ле Нгоа Чьеу. Летопись «Вьет Шы Лыок» сообщает: «Когда Чунг Тонг был убит Нога Чьеу, все высшие чиновники разбежались. Только один вуа [Ли Тхай То] обнимал тело [Чунг Тонга] и плакал». За верность Ле Нога Чьеу назначил Ли Конг Уана помощником воеводы столичных армий, а затем и начальником дворцовой императорской гвардии.
Недовольство правлением императора привело к возникновению заговора. Учитель Конг Уана, Ван Хань, сделал предсказание о том, что, когда Ле падёт, престол отойдёт к династии Ли.

## Во главе государства

### Первоначальные мероприятия

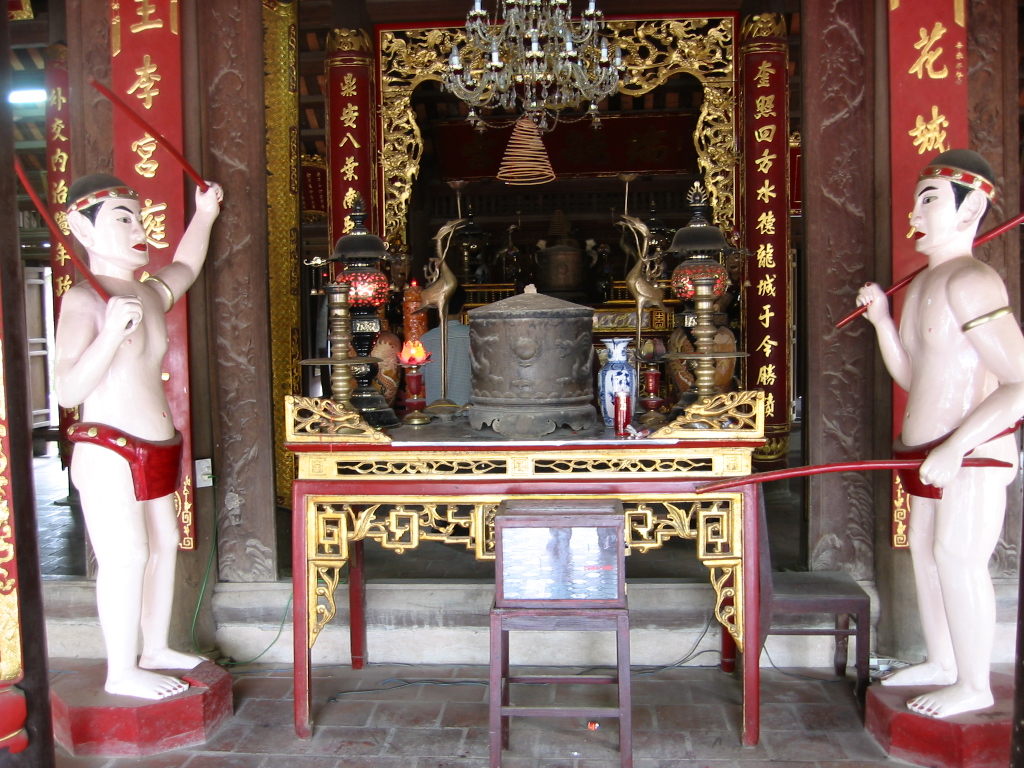
Алтарь поклонения духу Ли Тхай-то

Придя к власти, Тхай То распределил между своими родственниками и участниками заговора титулы, а также объявил амнистию.

#### Перенос столицы
После прихода к власти новый император немедленно стал искать иное местоположение для столицы. Город Хоалы, старая резиденция императоров, была расположена в отдалённом, экономически не очень развитом, гористом районе, также в этом городе было много людей, связанных с прежними династиями Динь и Ранних Ле. Самоощущение избавившегося от раздробленности и временно устранившего опасность с севера государства, становящегося сильной региональной державой, требовало создание пышной столицы, находящейся в центре старого экономически развитого региона верхней части дельты Хонгхи, территорией, не связанной с родовыми землями крупных семейств.
Вот как передёет слова Ли Тхай-то, обосновывающие перенос столицы, летопись «Дайвьет шы ки тоан тхы»:
«В своё время Выонга Гао столицей был город Дайла. Он расположен в самом центре пространства, разделяющего Небо и Землю, он обладает силой тигра, готового к прыжку, и мощью дракона, свернувшегося в кольцо. [Его расположение в пространстве] приведено в точное соответствие [со странами света:] юг — север, восток — запад. Он удачно расположен относительно рек и гор. Эти земли обширны и ровны. Эта местность высока и доступна ветрам. Народ избавлен здесь от изнурительного противоборства с грозными стихиями, а живая природа необычайно богата и разнообразна. Тщательно изучая [пределы] Вьетского царства, нельзя не признать, что это — царь-земля, к которой поистине, как спицы к втулке, устремляются люди и которая создана для того, чтобы быть верховной столицей властителей и правителей всех грядущих поколений».

### Правление

#### Борьба с внутренними выступлениями
Всё правление Тхай То в стране продолжали возникать небольшие восстания, сконцентрированные на южных окраинах, у границ Тямпы.
Последующие упоминания об «операциях» против «мятежников» в 1020-е гг. связаны с именем наследного принца (естественно хроникёры не могли о них умолчать), будущего императора Ли Тхай Тонга. Эти военные акции носили скорее «обучающий» характер для готовящегося принять правление сына императора. Направления этих походов остается прежним: окраинные южные земли, территория современной провинции Тханьхоа, и северо-запад, районы находящиеся в нынешней провинции Туенкуанг.

#### Внешняя политика
Тямпа и Кхмерская империя прислали ко двору нового император послов, а династия Сун стала прибежищем свергнутой династии Ле. Ли отправили ко двору Сун послов с данью, и император Китая решил поддержать мятежное правительство.

#### Социально-экономическая и административная реформа
В начале своего правления Ли Тхай То провёл административную и налоговую реформу. Страна была разделена на 24 крупные административные единицы «ло», во главе которых были поставлены приближённые государя, а не чиновничий слой, как это будет позже в истории Вьетнама. Однако реформа объективно направленная на централизацию государства была, по-видимому, преждевременной и не закрепилась в это время.

#### Религиозная политика
Император приглашал ко двору буддийского бонзу с которым советовался при принятии решений. Должность буддийского советника при правителе, учреждённая при Ле, осталась. Ли Тхай То широко развернул строительстве буддийских культовых сооружений, посылал посольство в Китай за Трипитакой, отобрал «более тысячи жителей столицы, сделав их буддийскими и даосскими монахами».
Летопись «Вьет Шы Лыок» упоминает о том, что император в 1013 году участвовал в «Водном празднике», во время которого проводились лодочные гонки. Эта традиция восходит к общим аустрическим культам народов Юго-Восточной Азии.

#### Строительство в столице
Строительство новой столицы было одним из важнейших внутриполитических направлений деятельности первого императора новой династии. В Тханглонге было развёрнуто масштабное строительство дворцов и храмов.
Согласно легенде, Ли Тхай То, увидевший во сне духа То Лить и имевший с ним разговор, пожаловал ему титул «Великого князя бога-хранителя Тханглонга», согласно другому переводу, — «Великого выонга хранителя крепостного рва державной столицы Тханглонга».

## Смерть
Умер Ли Тхай То в 1028 году на 55 году жизни и был похоронен в Тхоланге.